# Pristimantinae
Pristimantinae – podrodzina płazów bezogonowych z rodziny Craugastoridae.

## Rozmieszczenie geograficzne
Podrodzina obejmuje gatunki występujące od Hondurasu na wschód przez Amerykę Środkową i północną część Ameryki Południowej do północnej Argentyny, Boliwii i regionu Gujana; również Trynidad i Tobago oraz Grenada.

## Podział systematyczny
Do podrodziny należą następujące rodzaje:
- Lynchius Hedges, Duellman & Heinicke, 2008
- Oreobates Jiménez de la Espada, 1872
- Phrynopus Peters, 1873
- Pristimantis Jiménez de la Espada, 1870
- Serranobatrachus Arroyo, Targino, Rueda-Solano, Daza & Grant, 2022
- Tachiramantis Heinicke, Barrio-Amorós & Hedges, 2015
- Yunganastes Padial, Castroviejo-Fisher, Köhler, Domic & De la Riva, 2007